# Hans Marchand (Politiker)
Hans Marchand (* 10. Januar 1919 in Niederhelmsdorf; † unbekannt) war ein deutscher Arzt und Politiker der DDR-Blockpartei Liberal-Demokratische Partei Deutschlands (LDPD).

## Leben
Marchand war der Sohn eines Angestellten. Nach dem Besuch der Volksschule und des Gymnasiums in Jena nahm er 1939 ein Medizinstudium an den Universitäten Würzburg, München, Leipzig und Breslau auf, das er 1944 abschloss. Am 28. April 1939 beantragte er die Aufnahme in die NSDAP und wurde rückwirkend zum 1. April desselben Jahres aufgenommen (Mitgliedsnummer 7.052.296). Er promovierte zum Dr. med. Nach dem Zweiten Weltkrieg war er als Arzt tätig, wurde Obermedizinalrat und später Chefarzt und zuletzt ärztlicher Direktor der Tbk- und späteren Lungenheilstätte (Klinik für Lungenkrankheiten und Tuberkulose) Ballenstedt.

## Politik
Marchand trat 1946 der in der Sowjetischen Besatzungszone neugegründeten LDPD bei. Bei den Wahlen zur Volkskammer der DDR war Marchand Kandidat der Nationalen Front der DDR und von 1958 bis 1967 Mitglied der LDPD-Fraktion in der Volkskammer.